# Melchior Lorck
Melchior Lorck (Lorichs, Lorich eller Lorch) (født 1526 eller 1527 i Flensborg – død efter 1583) anses for at være den første betydningsfulde grafiker i dansk kunsthistorie. Han var af dansk-tysk oprindelse, født i Slesvig som søn af den flensborgske rådmand Thomas Lorck og hans kone Anna. Lorck fremstillede en meget grundig visuel optegnelse af livet og traditionerne i Tyrkiet i 1500-tallet, som stadig er en unik kilde til viden og forskning. Han er den første danske kunstner, om hvem en væsentlig biografi kan skrives, og som med sikkerhed kan tilskrives mange kunstværker.

## Første virksomme år
Lorcks tidligste kobberstik er forholdsvis søgende kopier efter Heinrich Aldegrevers arbejde. Senere udvikler han sin teknik, som det ses i billeder som Paven som vildmand fra 1545 og Portræt af Martin Luther fra 1548, der tydeligt viser anti-pavelige holdninger.
Det første dokument, som relaterer til Melchior Lorck, er en kvittering for et fireårigt kongeligt rejsestipendium, udstedt af Christian III, underskrevet 22. marts 1549 i Flensborg. Kongen tilbød her at betale Lorcks videre uddannelse i udlandet under forudsætning af, at han efter endt rejse skulle gøre tjeneste hos kongen. Lorck kom vidt omkring i Europa og besøgte de førende kunstcentre i Tyskland, Nederlandene og Italien. Omkring 1550 slog han sig ned i Nürnberg, hvor han viste sin respekt for byens berømte kunstnersøn, Albrecht Dürer, der var død i 1528, ved at lave et kobberstik af ham, baseret på et medaljeportræt udført af Hans Schwarz. I 1552 udløb rejsestipendiet, men Lorck rejste ikke tilbage. Efter et besøg i Rom i 1551 og en tilsyneladende kortvarig ansættels hos pfalzgreve Otthenrich i Neuburg an der Donau arbejdede han for kredsen omkring den prominente Fugger-familie i Augsburg. Det bragte ham tæt på den kejserlige Habsburg-familie.

## Årene i Tyrkiet
I 1555 blev Lorck tilknyttet et gesandtskab, som den tyske ærkehertug Ferdinand 1. (der i 1526 kronedes til konge af Rom og i 1556 blev tysk-romersk kejser) sendte til sultan Süleyman d.1's hof i Konstantinopel (Istanbul). Delegationens formål var at nå et forlig om Ungarn, som begge parter gjorde krav på herredømmet over. Osmannerne havde besejret den ungarske hær i slaget ved Mohács i 1526, hvor kong Ludvig 2. af Ungarn døde. Derefter rasede den såkaldte 'lille krig' i Ungarn. Den var en af de mange osmannisk-habsburgske krige, som for hovedparten blev kontrolleret af osmannerne.
Det lykkedes delegationen under ledelse af Ogier Ghiselin de Busbecq at sikre en våbenhvile i 1562. Gesandtskabets arbejde kendes bl.a. takket være Busbecqs breve, som blev udgivet 1581-88 i Antwerpen.
Af de tre et halvt år Lorck var i den tyrkiske hovedstad, tilbragte han ca. halvandet år sammen med følget på karavanestationen Elci Hani. Under opholdet lavede Lorck i 1556-57 kobberstikportrætter af Busbecq og hans medudsendinge Ferenc Zay og Anton Vrančić (Antonius Verantius); derudover et par tegninger af dyr og et prospekt over byens tage set fra et af logiets øverste vinduer. I perioder med større frihed tegnede han byens antikke og samtidige monumenter, ligesom han afbildede skikke og klædedragter blandt de forskellige folkeslag, der var samlet i byen fra alle dele af Det Osmanniske Rige. Hen mod slutningen af sit ophold må han have tilbragt en del tid med det tyrkiske militær, idet han senere var i stand til at gengive et stort antal soldater og nationaliteter i den osmanniske hær.

## Kejserlig ansættelse
Lorck vendte tilbage til Vesteuropa i efteråret 1559. I 1560 var han i Wien, hvor han blev til 1566. Hans tegninger af Konstantinopels antikke monumenter og omgivelser viderebearbejdede han i disse år. Tegninger af Arcadius-søjlen, basen til Theodosius 1.s obelisk på hippodromen, og Konstantin-søjlens piedestal, viser nogle monumenter, som nu er gået tabt. Hans monumentale Konstantinopel-prospekt, set fra Det gyldne Horn ved Galata /Pera (i dag kendt som Beyoğlu) blev også til i denne periode. Dette værk, der er 45 cm højt og 1.145 cm langt, er tegnet på 21 sider, med brunt og sort blæk med vandfarve, vrimler med detaljer og anses for at være en milepæl i tidlig topografisk tegning. Værket indeholder også det tidligst kendte selvportræt af kunstneren. Konstantinopel-prospekt findes i Leidens Universitetsbibliotek.
I Wien blev Melchior Lorck kontaktet af den døde kong Christian 3.s bror, grev Hans den Ældre, som forlangte at han kom i hans tjeneste. Lorck svarede beredvilligt, men undskyldte sig foreløbigt med travlhed. Da han endelig fulgte op på sit svar til greven i januar 1563, sendte han samtidig kong Frederik 2. et brev med en detaljeret beskrivelse af sin karriere hidtil. Han var meget interesseret i at gøre kongen til sin mæcen. I 1562 havde Lorck lavet to store kobberstik af Sultan Süleyman d.1 og af den persiske gesandt i Konstantinopel, fyrst Ismaïl. Stikkene vedlagde han brevene. I dem bad han om understøttelse, hvilket afstedkom en generøs kongelig gave på 200 rigsdaler, som skulle overdrages til ham af hans bror, Andreas Lorck, der for nylig var indtrådt i kongens tjeneste i København.
Kort efter at Lorck i januar 1563 havde skrevet disse breve, blev han imidlertid forsinket af nye opgaver, og han blev i Wien i endnu fem år. I 1562 var Ferdinand 1.s søn Maximilian blevet valgt til Romernes Konge (senere kejser) i Frankfurt am Main. Derefter havde han rejst ned ad Donau for at modtage byernes hyldest. Sidste stop på ruten var Wien, der forberedte sig på en storslået modtagelse i marts 1563. Lorck blev sat i spidsen for at udsmykke byen til den anledning. Opgaven bestod i at udstyre byen med triumfbuer, vinbrønde og gader flankeret af træer, samt at iklæde byens borgere de habsburgske farver, så rang og beskæftigelse var afspejlet i dragterne.
Den 22. februar 1564 tildeltes Lorck og hans tre brødre, Caspar, Balthasar og Andreas, adelig status. I adlingsbrevet blev der henvist til Melchiors tyrkiske ophold som en hovedårsag til adlingen. På omtrent samme tid fik Lorck titel af Hartschier (fra italiensk arciere; bueskytte), en æresstilling i kejserens hestgarde med en fast årlig indtægt, en stilling han beholdt til 1579.
I 1566 fulgte han kejseren på et felttog til Ungarn, som skulle komme til at koste sultan Süleyman 1. livet i slaget ved Szigetvár. I december samme år skrev kejser Maximilian et usædvanligt brev til kong Frederik 2., hvori han bad ham om at tage godt imod Melchior Lorck. Han skulle nemlig til Danmark for at modtage arven efter sin ældste bror, Caspar, som var død i Den Nordiske Syvårskrig mellem Danmark og Sverige. Brevet krævede samtidig, at den danske konge lod ham vende tilbage til kejserens tjeneste, for derved at forhindre kongen i at gøre krav på Lorcks tjeneste. Da Lorck rejste nordpå, synes han dog kun at være nået til Flensborg, før han atter rejste sydpå.

## I Hamborg
I 1567 dukker Melchior Lorcks navn op i dokumenter fra Hamborgs byråd. Han synes at forblive i Hamborg i hvert fald til 1572, hvor han udfærdiger sit testamente her. Lorck var først ansat som kartograf, der opmålte og aftegnede Elbens nedre forløb fra Geesthacht til havet. Dette kort udførtes for at understøtte Hamborgs juridiske krav til dette flodområde i en strid med nabohertugdømmet Braunschweig-Lüneburg. Det storslåede kort, som blev resultatet af denne bestilling, er stadig i Hamburg Staatsarchivs besiddelse og er én af arkivets største skatte.
En anden vigtig bestillingsopgave i Hamborg var genopbygningen af byporten Schartor (senere nedrevet), et arbejde der påbegyndtes i 1568 og afsluttedes i 1570.
Mens Lorck var i Hamborg, udgav han i 1568 den anti-tyrkiske pamplet Ein Liedt vom Türcken und Anti-Christ (En Sang om Tyrken og Antikrist), som adskiller sig fra hans senere, mere neutrale beskrivelser af tyrkere. Indholdet kan karakteriseres som del af “Türkenbüchlein”-genren; en genre som nød stor popularitet siden 1520’erne, og som udtrykte den tidlige protestantismes dommedagsprofetier, hvori paven og tyrken typisk blevet identificeret som Antikrist.
De seneste meldinger om Lorcks færden i Hamborg daterer sig til 1574-75. I 1574 modtog han omsider sin løn og godtgørelse for arbejdet med Schartor. I 1575 indkaldes han for at vidne ved byens Reichskammergericht i en sag om området Vierlandes retmæssige tilhørsforhold til Hamborg. I forbindelse med retssagen tegnede han et kort over området for at dokumentere sine indlæg.

## I Antwerpen
I 1573-74 befandt Lorck sig i Antwerpen. Han var en af de første, der skrev et bidrag i 'Abraham Ortelius' stambog (Album Amicorum), og han blev ven med forlægger og kobberstikker Philip Galle, som dedicerede Hans Vredeman de Vries' bog om brønde og springvand til ham. Han arbejdede desuden for bogtrykkeren Christophe Plantin. Stokke udformet af Lorck findes stadig i Plantin-Moretus Museum i Antwerpen).
Rosende kommentarer i Civitates orbis terrarum af Georg Braun og Frans Hogenberg, og et portræt af antikvar Hubert Goltzius, bror til Hendrik Goltzius, vidner om det netværk Lorck formåede at etablere under sit ophold i byen. I et brev til Ortelius fra oktober 1574 antydes det, at det var uro i forbindelse med firsårskrigen, der fik ham til at forlade byen sommeren samme år.
Tiden i Antwerpen var den mest løfterige i Lorcks karriere, da han her befandt sig i et af de vigtigste humanistiske centre af Europa - takket være byens produktive forlag, med Plantins som det mest betydningsfulde. Etienne de Hollande slog en bronzemedalje til hans ære (i Kunsthistorisches Museum Wien). Det var også her at han i april 1574 udgav sin omfattende bog Soldan Soleyman Tvrckhischen Khaysers, vnd auch Furst Ismaelis auß Persien, Whare vnd eigendtliche contrafectung vnd bildtnuß (De Sande og Ægte Efterligninger og Billeder af den Tyrkiske Kejser Sultan Süleyman og Prins Ismail fra Persien). Bogen indeholdt to busteportrætter og to figurportrætter af Süleyman d.1 og af en persisk gesandt, kaldet Ismaïl, og ledsagende digte af Conrad Leicht og Paulus Melissus. Den eneste kendte udgave gik til i Hamborg i juni 1943 i forbindelse med de allieredes Operation Gomorrha. En omfangsrig omtale af en fremtidig bog, som skulle beskrive hele det tyrkiske samfund, indvarsler tilsyneladende udgivelsen af det planlagte Tyrkerværk (Wolgerissene und geschnittene Figuren in Kupffer und Holz durch. Den Kunstreichen und weitberümten Melcher Lorch für die Mahler Bildthawer und Kunstliebenden. an tag gegeben Anno 1619) (citeret i Hans Harbecks afhandling fra 1911).

## Tyrkerværket
Mens han stadig var i kejserens tjeneste som Hartschier (honorær bueskytte), gik Lorck videre med ideen om at udgive en komplet bog om Tyrkiet, som han havde lovet i Soldan Soleyman. I et brev af 19. maj 1575 til den danske kong Frederik 2. gav han udtryk for, at han havde svært ved at finansiere denne publikation og bad om økonomisk støtte til formålet. I 1570-75 havde Lorck udført et antal træsnit efter sine tegninger fra Tyrkiet (sandsynligvis i Antwerpen). Tolv træsnit med motiver af arkitektoniske monumenter er dateret 1570, mens fem træsnit med motiver fra den tyrkiske hær og dens følge er dateret 1575. I de næste år voksede værket til de 128 træsnit, der udgør Tyrkerværket som vi kender det i dag.
Kun et par forberedende tegninger er overleverede. Mindst én af disse (en tegning af okser, der gennes frem, i Eremitagen Sankt Petersborg (inv.nr. 38 225)) antyder at det samlede omfang af planlagte motiver var en del større, end hvad vi kender til.

## De tyrkiske træsnits mulige skæbne
Det er ukendt hvad der er hændt med Lorck og den store mængde stokke til udgivelsen af Tyrkerværket efter 1583, hvor kunstneren forsvinder ud af optegnelserne. Der findes to udgaver af udkast til titelsiden, begge oprindeligt fra 1575, og hver bærer de en titel foroven med enslydende tekst (Wolgerissene und geschnittene Figuren in Kupffer und Holz durch. Den Kunstreichen und weitberümten Melcher Lorch für die Mahler Bildthawer und Kunstliebenden. an tag gegeben Anno 1619) og dato, men sat med forskellige typer. Denne udgave fra 1619 blev aldrig realiseret, men syv år senere blev træsnittene publiceret i Hamborg under den samme titel. Det er derfor muligt, at stokkene havde været i Hamborg lige siden Lorcks død.
Den førende Lorck-forsker, Erik Fischer, tidligere overinspektør ved Den Kgl. Kobberstiksamling (1957-1990), Statens Museum for Kunst, foreslår at da Tyrkerværket udkom, var det kun en torso af, hvad den var tænkt som. I genoptrykket af træsnittene fra 1646 var der vedlagt en oversigt over udgivelsens motiver, men denne stemmer ikke overens med træsnittene, og den henviser til “original” med mere information. Det er Fischers tese, at denne “original” bestod i en tekst, som skulle supplere træsnittene og på denne måde opfylde løftet fra Soldan Soleyman om en grundig beskrivelse af det tyrkiske samfund, dets skikke og traditioner. Denne tese bekræftes af, at træsnittene genbruges af en anden forlægger baseret i Hamborg, Eberhard Werner Happel, i hans bulletiner om 1680’ernes tyrkiske krige og om det tyrkiske samfund. Her dukker små bidder af beskrivelser op, som ifølge Fischers tese kunne stamme fra en tekst, der var nært forbundet med træsnittene og baseret på personlige erfaringer med tyrkerne, dvs. en tekst af Lorck selv.

## En planlagt udgivelse med dragtstudier
Et stort antal tegninger, hvoraf hovedparten blev lavet i de tidlige 1570’ere, viser individuelle figurer og figurgrupper i oprindelige klædedragter. Lorck synes at have planlagt en udgivelse med dragtstudier - en meget populær genre på hans tid. Tegningerne, der alle er forsynede med navn på den region eller by, som de pågældende klædedragter stammer fra, er udkast til træsnit. Imidlertid er ingen sådanne træsnit blevet overleveret, og den planlagte bog blev angiveligt aldrig gennemført.

## I den danske konges tjeneste
Da Lorck i 1549 modtog et rejsestipendie fra kong Christian 3., lovede han kun at være borte i fire år, hvorefter han ville vende tilbage og træde i kongens eller hans efterfølgers tjeneste. Lorck holdt ikke ligefrem dette løfte, idet mere interessante muligheder eller skiftende held bestandigt kom på tværs. I 1578 ansøgte han det kejserlige hof om et lille len i Silesien. Da ansøgningen blev afvist af kejseren, nu Rudolf 2., ansøgte han året efter, i 1579, om en pension og fritagelse fra tjenesten som Hartschier (bueskytte), og begge ønsker blev velvilligt imødekommet.
Den 19 februar 1583 dukker han op i Danmarks statslige regnskabsbøger med notatet: “Hans Kongelige Højhed har d. 19. februar 1580 ansat Melcher Lorichs som hofmaler og kontrafejer”.
Hans værker fra tiden i den danske konge Frederik 2.s tjeneste er for størstedelen gået tabt, hvis der da overhovedet har været tale om nogen betydelig produktion, hvilket er tvivlsomt. Et kobberstik af kongen og et unikt træsnit, som synes at have været tænkt som titelblad for Elefantordenen, er alt hvad der er tilbage af sikre værker i dag.
Udover dette synes Lorck at have brugt det meste af sin energi på at producere, hvad der svarer til hovedparten af træsnittene til Tyrkerværket.

## De sidste spor
Den 10. november 1582 afskedigede kong Frederik 2. Lorck fra tjeneste, ledsaget af den kortfattede erklæring, at afskedigelsen ville være ærefuld, hvis han returnerede sit beskikkelsesbrev. Den sidste udbetaling fra kongen til Lorck er registreret 4. marts 1583. De sidste arbejder vi kender fra Lorcks hånd, er nogle tegninger – daterede 1583 – som forestiller mænd og kvinder fra Guldkysten.
I Lorcks testamente skinner et enkelt glimt af et familieliv igennem, da han efterlader alt til enken Anna Schrivers, som han kalder sin trolovede brud. Der høres aldrig mere til hende.

## Eftermæle
Melchior Lorck var velkendt i slutningen af det 16. århundrede og nævnes bl.a. af Karel van Mander i dennes Schilder-boeck, omend han ikke er tildelt et selvstændigt kapitel. Han nævnes desuden kontinuerligt i beretninger om Flensborg som byens berømte søn.
Efter udgivelsen af Tyrkerværket i 1626 inspirerede Lorck et væld af kunstnere, og hans beskrivelser af tyrkerne blev en standardreference for det vesteuropæiske syn på tyrkerne. Både Nicolas Poussin og Stefano delle Bella brugte bogen som inspiration, og Rembrandt ejede den.
I de senere år har omfattende forskning i og publikation af Lorcks oeuvre vakt fornyet interesse for kunstnerens virke, bl.a. hans enestående tidlige og meget detaljerede studier af tyrkisk samfundsliv og kultur. Det var emnet for udstillingen Melchior Lorck. Et blik på det fremmede Arkiveret 18. september 2016 hos  Wayback Machine på Statens Museum for Kunst i 2008, der samtidig markerede udgivelsen af den førende Lorck-forsker Erik Fischers firebindsværk om kunstneren. I orientalismeforskningen og i studier af forholdet mellem Europa og Det Osmanniske Rige i det 16. århundrede henvises der også ofte til hans værk.
I 2023 åbnede Statens Museum for Kunst den største udstilling af Lorcks værker hidtil. Udstillingens 240 numre omfattende alle aspekter af kunstnerens værk. I forbindelse med udstillingen gav universitetsbiblioteket i Leiden tilladelse til at montere Konstantinopel-prospektet som et hele, således at man for første gang siden 1800-tallet kunne opleve det i sin samlede udstrækning. Udstillingens katalog inddrog nye tolkninger og perspektiveringer af Lorcks værk, bl.a. i forhold til Luthersk billedforståelse, sammenhængen med dragtværker og Lorcks positionering i forhold til andre samtidige europæiske billeder fra Det osmanniske Rige.

### Fodnoter
1. ↑  At Lorck kan regnes som en dansk kunstner, skyldes, at Flensborg på det tidspunkt var den danske konges område – den danske konge var Frederik d.1, der både var hertug i Slesvig-Holsten og konge af Danmark.
2. ↑  Grundlaget for Lorcks angivne fødselsår er hans raderede posthume portræt af Luther, som han daterer 1548 og angiver sin egen alder til 21 år (jf. Fischer 1962, s. 34).
3. ↑  Ludvig 2. af Ungarn var gift med Maria af Østrig, dronning af Ungarn og søster til Ferdinand 1.
4. ↑  Til tider refereret til som hans selvbiografi, se: Fischer (1990) og Fischer, Bencard and Rasmussen (2009-2010), doc.no. 1563 -January 1 (s. 161-178) for den fulde tekst.
5. ↑  Det er sandsynligt, at han mødte sin anden bror, den eventyrlystne Andreas, i deres hjemby og hørte, hvordan Andreas var faldet i unåde og måske indså, at navnet Lorck ikke var fordelagtigt at fremvise ved  det danske hof. 
Hvorom alting er, tog Melchior igen sydpå, imens hans bror gik i fjendens tjeneste og gjorde sit navns dårlige ry endnu værre.
6. ↑  Dokumentationen er reproduceret i Fischer, Bencard and Rasmussen (2009-2010), document nos. 1570 – September 17 (s. 241-242), 1570 – October 22, and 1574 – August 30 (s. 263)
7. ↑   For at se hele argumentet samt en fuld redegørelse for Tyrkerværket med alle de nævnte tekster, såvel som en reproduktion af 1626 reproduktionen, se Fischer, Bencard and Rasmussen (2009-2010)